# Phalops zuninoi
Phalops zuninoi är en skalbaggsart som beskrevs av Mercedes Barbero, Claudia Palestrini och Angela Roggero 2003. Phalops zuninoi ingår i släktet Phalops och familjen bladhorningar. Inga underarter finns listade i Catalogue of Life.